# Alcácer do Sal
Alcácer do Sal (uttal: [ɐɫˈkasɛɾ ðu ˈsaɫ]
 ( lyssna)) är en stad och kommun i sydvästra Portugal. Staden hade 6 600 invånare år 2006, och är huvudorten i kommunen med samma namn. Kommunens befolkning uppgår till 13 000 invånare. 
Alcácer do Sal är indelat i fyra freguesias:
- Alcácer do Sal (Santa Maria do Castelo e Santiago) e Santa Susana
- Comporta
- São Martinho
- Torrão

## Kända personer
- Pedro Nunes, matematiker